# Pendulum Music
Pendul Music (for mikrofoner, forstærkere, højttalere og performere/musikkere) er navnet på et værk af Steve Reich, der involverer ophængte mikrofoner og højttalere, dette giver phasing og feedback toner. Værket blev komponeret i august 1968 og revideret i maj 1973.
Reich fandt på konceptet medens han arbejdede på University of Colorado. Han svingede med en mikrofon i stil med som en cowboy svinger med en lasso, og noterede sig at der skabtes feedback, han sammensatte derfor en "orkester" af mikrofoner.
Tre eller flere mikrofoner er ophængt over højttalerne, der står på gulvet, ved hjælp af et kabel og et stativ. Mikrofonerne trækkes tilbage, tændes og slippes fri og bevæger sig over højttalerne, idet tyngdekraften får dem til at svinge frem og tilbage som penduler over højttalerne. Når en mikrofon nærmer en højttaler, opstår et tilbagekoblingshyl, en feedbacktone. Musikken skabes som resultatet af processen med de svingende mikrofoner.
"Værket slutter kort efter at alle mikrofoner er i hvile og en kontinuerlig tone skabes ved tilbagekobling og kunstnere/musikkerne afbryder strømkablerne til forstærkerne"  "Hvis det gøres rigtigt, er den slags sjovt".
Reichs bog fra 1974, Writings About Music, indeholder en håndskreven (1973 revision) beskrivelse af, hvordan man udfører værket.
"Writings About Music" indeholder et foto af en forestilling på Whitney Museum of American Art 27. maj 1969. De kunstnere der opførte værket var Richard Serra, James Tenney, Bruce Nauman og Michael Snow.
Steve Reich kalder stykket for det ultimative stykke procesmusik, "It's the ultimate process piece".

## Notable indspilninger
- Den eksperimentelle rockgruppe Sonic Youth optog værket til deres 1999-album SYR4: Goodbye 20th Century. – Denne indspilning findes også på OHM :the early gurus of electronic music :1948-1980, cd 2.
- Avant Garde Ensemble har optaget tre forskellige udgaver af Pendulum Music.